# Gabon aux Jeux olympiques d'été de 2020
Le Gabon participe aux Jeux olympiques d'été de 2020 à Tokyo. Il s'agit de leur 11e participation aux Jeux d'été, auxquels ils n'ont jusqu'ici remporté qu'un seule médaille (la médaille d'argent en taekwondo de Anthony Obame en 2012).

## Athlètes engagés
| Sport      | Hommes | Femmes | Total |
| ---------- | ------ | ------ | ----- |
| Athlétisme | 1      | 0      | 1     |
| Judo       | 0      | 1      | 1     |
| Natation   | 1      | 1      | 2     |
| Taekwondo  | 1      | 0      | 1     |
| Total      | 3      | 2      | 5     |

## Résultats

### Athlétisme
| Athlète           | Épreuve        | Tour préliminaire | Tour préliminaire | 1er tour | 1er tour | Demi-finale | Demi-finale | Finale  | Finale  |
| Athlète           | Épreuve        | Temps             | Rang              | Temps    | Rang     | Temps       | Rang        | Temps   | Rang    |
| ----------------- | -------------- | ----------------- | ----------------- | -------- | -------- | ----------- | ----------- | ------- | ------- |
| Guy Maganga Gorra | 100 m masculin | 10 s 61           | 2e                | 10 s 77  | 8e       | Éliminé     | Éliminé     | Éliminé | Éliminé |

### Judo
| Athlète             | Compétition    | 1er tour            | 2e tour             | Quart de finale     | Demi-finale         | Repêchage           | Finale              | Rang     |
| Athlète             | Compétition    | Adversaire Résultat | Adversaire Résultat | Adversaire Résultat | Adversaire Résultat | Adversaire Résultat | Adversaire Résultat | Rang     |
| ------------------- | -------------- | ------------------- | ------------------- | ------------------- | ------------------- | ------------------- | ------------------- | -------- |
| Sarah Myriam Mazouz | Moins de 78 kg | Pacut Défaite 00-01 | Éliminée            | Éliminée            | Éliminée            | Éliminée            | Éliminée            | Éliminée |

### Natation
| Athlète    | Épreuve                  | Séries  | Séries | Demi-finales | Demi-finales | Finale   | Finale   |
| Athlète    | Épreuve                  | Temps   | Rang   | Temps        | Rang         | Temps    | Rang     |
| ---------- | ------------------------ | ------- | ------ | ------------ | ------------ | -------- | -------- |
| Adam Mpali | 50 m nage libre masculin | 27 s 66 | 68e    | Éliminé      | Éliminé      | Éliminé  | Éliminé  |
| Aya Mpali  | 50 m nage libre féminin  | 32 s 24 | 77e    | Éliminée     | Éliminée     | Éliminée | Éliminée |

### Taekwondo
En février 2020, un athlète gabonais se qualifie pour les Jeux olympiques à l'occasion de la compétition régionale africaine de qualification.
Anthony Obame, 15e mondial en 2020, remporte la finale du tournoi de qualification à Rabat en février 2020.
| Athlète       | Compétition          | Huitièmes de finale    | Quarts de finale    | Demi-finales        | Repêchage           | Finale / MB         | Finale / MB |
| Athlète       | Compétition          | Adversaire Résultat    | Adversaire Résultat | Adversaire Résultat | Adversaire Résultat | Adversaire Résultat | Rang        |
| ------------- | -------------------- | ---------------------- | ------------------- | ------------------- | ------------------- | ------------------- | ----------- |
| Anthony Obame | Plus de 80 kg hommes | Trajkovič Défaite 5-26 | Éliminé             | Éliminé             | Éliminé             | Éliminé             | Éliminé     |